# Tichodroma
Tichodroma je jedini poznati rod u porodici Tichodromidae. U početku je Linnaeus smjestio Tichodromu u porodici Certhiidae, zajedno s puzavicama, dok su ga drugi autoriteti svrstali u porodicu Sittidae, kao vlastitu potporodicu. Filogenetsko istraživanje članova natporodice Certhioidea iz 2016. sugerira da je to sestra Sittidae.
Zidarčac (Tichodroma muraria) jedina je postojeća vrsta, ali izumrli Tichodroma capeki poznat je iz kasnog miocena u Polgardiju u Mađarskoj.

## Vanjske poveznice
|  | Zajednički poslužitelj ima još gradiva o temi Tichodroma |
|  | Wikivrste imaju podatke o taksonu Tichodroma             |